# Басейнът (филм, 1969)
Вижте пояснителната страница за други значения на Басейнът.
„Басейнът“ (на френски: La Piscine) е френско-италиански игрален филм, психологическа любовна драма, излязъл по екраните през 1969 година, режисиран от Жак Дере. Главните роли се изпълняват от Ален Делон, Роми Шнайдер, Морис Роне и Джейн Бъркин. Сценарият, написан от режисьора в съавторство с Жан-Клод Кариер, е адаптация по разказ на Ален Паж. Известен като майстор на т.нар. полицейски жанр, в това си произведение Жак Дере прави отклонение от обичайното си амплоа, за да сътвори един от най-добрите си филми, широко възприеман впоследствие като класика на френската кинематография.

## Сюжет
Внимание:  Текстът по-долу разкрива сюжета на произведението (или части от него)!
Безработният писател Жан-Пол (Делон) и журналистката Мариан (Шнайдер) се наслаждават на любовта си в красива вила с басейн на френската ривиера. Неочаквано те получават обаждане от приятеля си Хари, който идва да ги посети. Напрежението се покачва предвид, че той е бивш любовник на Мариан. Нещата се усложняват още повече, тъй като той води със себе си своята 18-годишна красива дъщеря, за чието съществуване Жан-Пол и Мариан не знаят нищо.

## В ролите
| Изпълнител   | Роля                                |
| ------------ | ----------------------------------- |
| Ален Делон   | Жан-Пол                             |
| Роми Шнайдер | Мариан                              |
| Морис Роне   | Хари Лание, бивш любовник на Мариан |
| Джейн Бъркин | Пенелопе Лание, дъщеря на Хари      |
| Пол Кроше    | инспектор Левекю                    |
| Стив Екард   | Фред                                |
| Сузи Жаспар  | Емили                               |